# Batalla de Pavón
La batalla de Pavón, librada en el sur de la provincia de Santa Fe el día 17 de septiembre de 1861, fue un combate clave de las guerras civiles que dividieron a la Argentina durante el siglo XIX. Significó el fin de la Confederación Argentina, y la incorporación de la Provincia de Buenos Aires (que entonces incluía a la hoy separada Ciudad Autónoma de Buenos Aires) en calidad de miembro dominante del país.

## Antecedentes

### Posturas políticas
- Por un lado, los porteños de Buenos Aires pretendían imponer su hegemonía sobre todo el país.
- Por el otro, los provincianos querían descentralizar el poder del Estado, dando autonomía estatal a las provincias.

Federales y unitarios existían tanto en las provincias interiores como en la provincia y ciudad de Buenos Aires (en ese entonces la provincia de Buenos Aires, que incluía a la ciudad de Buenos Aires, era la única de Argentina con salida marítima, lo cual le daba una enorme ventaja económica, estratégica y geopolítica sobre las otras provincias hermanas). El país estaba dividido entre la Confederación Argentina y el Estado de Buenos Aires, enfrentados en una guerra civil intermitente. La segunda batalla de Cepeda (Pergamino, 1859) y el pacto de San José de Flores (1860) habían reunido la provincia de Buenos Aires con el resto del país; al menos, de manera nominal. Pero realmente no habían solucionado nada, ya que ambos bandos estaban casi convencidos de que se volverían a enfrentar.

### Cargos elegidos
Terminado su período presidencial en 1860, el capitán general Justo José de Urquiza entregó el mando ante el Congreso Nacional de Paraná al abogado cordobés Santiago Derqui.
Ese mismo año, la Legislatura de la Provincia de Buenos Aires eligió gobernador al brigadier Bartolomé Mitre, comandante en jefe del ejército porteño y el jefe que Urquiza había derrotado en la cañada de Cepeda el año anterior (1859).

### Conflictos en el interior
Durante la presidencia del General Urquiza las provincias del interior habían estado en paz, con la excepción de San Juan, en la cual un crimen político sirvió de catalizador para la guerra civil que culminó en Cepeda. Las cosas cambiaron al ascender a la presidencia Santiago Derqui.
- Varios caudillos locales, genéricamente unitarios, se habían mantenido en paz con el gobierno central. Pero, con el nuevo presidente, se lanzaron públicamente a la oposición: tal el caso de Manuel Taboada (en Santiago del Estero), o el de José María del Campo (en Tucumán).

- Las corrientes que el gobernador Juan Pujol había mantenido unidas en Corrientes volvieron a enfrentarse a su muerte.

- El gobernador cordobés Mariano Fragueiro manejó muy mal sus relaciones con la oposición; y cuando la situación se hizo más violenta, Derqui intervino el gobierno de la provincia y se trasladó a esa ciudad, mientras una fuerza de 2000 puntanos al mando de Juan Saá ocupaba la provincia intervenida.[12]

- La situación más grave se dio nuevamente en la provincia de San Juan, donde el gobernador, el coronel correntino José Antonio Virasoro fue derrocado y asesinado en una rebelión liberal que contó con apoyo de varios políticos porteños.[13] Los liberales nombraron gobernador al abogado Antonino Aberastain. El presidente envió una intervención federal a la provincia, al mando del gobernador de San Luis, coronel Juan Saá, pero el gobernador Aberastain la enfrentó militarmente. Fue derrotado y asesinado en Pocito, lo que permitió a los porteños acusar a Derqui de haber provocado el crimen.

### Elecciones en Buenos Aires
Para hacer efectiva la unión de la provincia rebelde a la Nación, se efectuó en Buenos Aires la elección de diputados provinciales ante el Congreso Nacional. Pero, tal vez como una forma de provocación, o de desprecio a las leyes nacionales, fueron realizadas de acuerdo con la ley electoral porteña, y no por la ley nacional. Los diputados fueron rechazados en el Congreso, y los senadores se retiraron en solidaridad con aquellos.
Por este y otros motivos, el presidente Santiago Derqui dictó un decreto convocando a nuevas elecciones en Buenos Aires. Pero las autoridades de la provincia se negaron a acatar tal disposición, y declararon caduco el Pacto de San José.

### La guerra civil

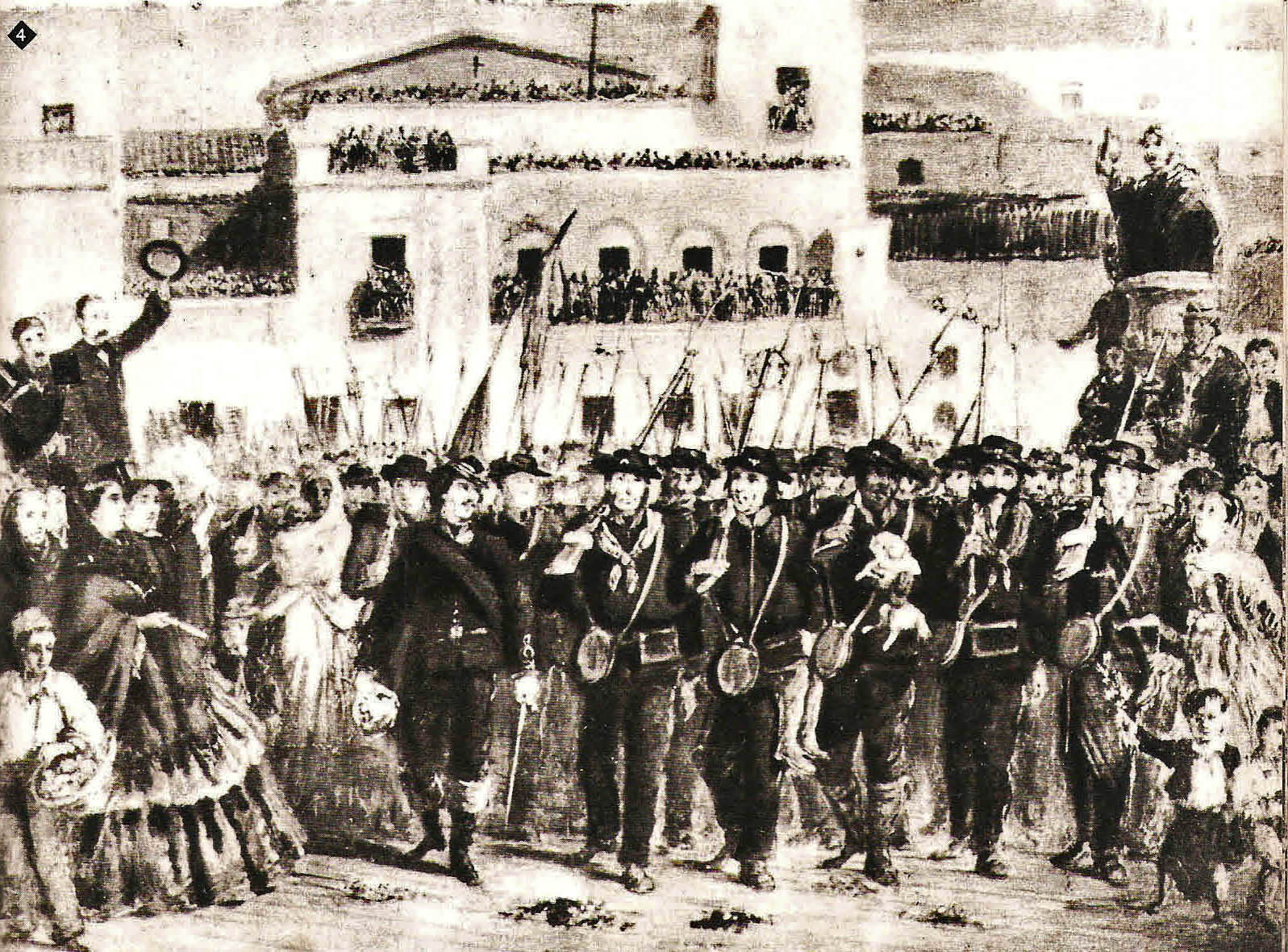
Partida de la Guardia Nacional desde Buenos Aires, en noviembre de 1861. Óleo de Juan León Pallière.

El Congreso consideró esto como un acto de sedición y Derqui encomendó al capitán general, gobernador entrerriano y expresidente Urquiza la jefatura de las fuerzas nacionales para volver a la provincia rebelde a la obediencia. El general Urquiza comenzó a concentrar y organizar en Diamante.
Por su parte, el gobernador porteño, brigadier Bartolomé Mitre se ponía al frente del ejército de Buenos Aires que comenzó su concentración en Rojas en junio de 1861.
Varios intentos de mediación, tanto de mediadores individuales, como la ofrecida por varias naciones extranjeras, fracasaron ante la intransigencia de Mitre y de Derqui. Urquiza, en cambio, intentó hasta el último momento conservar la paz y se negó sistemáticamente a tomar la iniciativa contra el ejército porteño, tal como se lo aconsejaban sus coroneles Ricardo López Jordán y Prudencio Arnold.
El presidente Derqui organizó un ejército en Córdoba, reuniendo un heterogéneo grupo de unidades de infantería cordobesa y de caballería puntana, comandadas por los coroneles mayores José María Francia y Juan Saá, respectivamente. Sin embargo, la movilización fue lenta y escasa. Si Santa Fe podía movilizar 6000 milicianos a la vez, apenas se presentaron 2000 al mando de López Jordán; inicialmente sólo 3000 entrerrianos respondieron al llamado de Derqui, y Saá aportó con 1500 puntanos, pero muchos de ellos descontentos con su gobernador.
Las fuerzas de Derqui eran alrededor de 8000 hombres (aunque otros rebajan la cifra a la mitad).
Pero durante la marcha el descontento cordobés contra Derqui y la influencia de los liberales en los oficiales de dicha provincia se hicieron notar, como mucho 2000 de ellos desertaron.
A estas fuerzas, llegadas al sur de la provincia de Santa Fe, se sumó la de Urquiza, de entrerrianos y correntinos, las de la provincia de Santa Fe (alrededor de 2000 hombres de la guarnición de Rosario) y los emigrados porteños; la gran mayoría de estas fuerzas eran de caballería con unas pequeñas unidades de infantería.
En total, el ejército confederal estaba formado por 17 000 hombres, de los cuales 8000 fueron aportados por las provincias del centro y 9000 por Entre Ríos, Corrientes y Santa Fe.
El ejército mitrista estaba compuesto por 22 000 hombres y 35 piezas de artillería, contando además con una importante superioridad numérica, de armamento y de adiestramiento en infantería y artillería.
Derqui avanzó hasta Rosario, donde dejó el mando en manos de Urquiza. Mitre, por su parte, avanzó casi directamente hasta el norte de su provincia e invadió Santa Fe.

## La batalla
Ambas fuerzas chocaron en las orillas del arroyo Pavón (40 km al sur de Rosario, en la provincia de Santa Fe, a 260 km al noroeste de la ciudad de Buenos Aires). Urquiza dispuso sus tropas en una posición defensiva, formando una línea extendida al este y al oeste de la estancia de Domingo Palacios (actual estancia Los Naranjos).
En las alas quedó formada la caballería.
Al llegar a 800 metros de la estancia, Mitre desplegó su infantería, preparándose para el asalto al centro adversario. Sin embargo fue la artillería confederal la que dio inicio al combate, abriendo grandes brechas en las filas de infantes porteños, blancos fáciles debido a sus vistosos y coloridos uniformes.
El irregular combate duró apenas dos horas, durante las cuales el ala izquierda confederal bajo el mando del coronel mayor Juan Saá, compuesta en gran parte por las divisiones santafesinas y porteñas de Ricardo López Jordán, derrotó completamente a la caballería del Primer Cuerpo del ejército porteño, comandada por el general y expresidente uruguayo Venancio Flores, persiguiéndola hasta más allá del Arroyo del Medio (curso de agua que marca el límite entre Buenos Aires y Santa Fe). La caballería del Segundo Cuerpo porteño, bajo el mando del experimentado general Manuel Hornos, ofreció mayor resistencia; aunque finalmente debió retirarse, dejando en poder de sus adversarios todo el parque y numerosos prisioneros. También el ala derecha, al mando del general Miguel Galarza arrolló a la poco numerosa caballería del ala izquierda de Buenos Aires.
En cambio, el centro del ejército de la Confederación, compuesto por milicianos del interior con escaso entrenamiento militar, fue superado y obligado a retroceder por los aguerridos y bien pertrechados batallones de infantería porteños.
Al ver la dispersión del centro, Urquiza abandonó el campo de batalla sin comprometer seriamente los 4000 hombres de las divisiones entrerrianas que hasta ese momento había mantenido en reserva, y marchó a Rosario, siguiendo luego hacia San Lorenzo y Las Barrancas. En este punto recibió información de la victoria de su caballería, pero ya no regresó.
Si bien se han intentado varias explicaciones para esta retirada, ninguna es satisfactoria. Las más difundidas son las que la atribuyen a una enfermedad renal de Urquiza, y la que sostiene que este desconfiaba del presidente Derqui y temía una traición. Otra posible causa de la retirada de Urquiza hace referencia a un pacto subyacente promulgado por la masonería argentina, involucrando a Urquiza, Mitre, Derqui, Sarmiento, a quienes se encomendó bajo juramento poner todo lo que estuviera a su alcance para apaciguar la guerra civil. Este pacto habría sido acordado durante la tenida masónica denominada Tenida de la Unidad Nacional, celebrada el 21 de julio de 1860, de la cual participaron Mitre, Sarmiento, Derqui y Urquiza, entre otros.
La insólita decisión de Urquiza dejó el campo abierto al ejército porteño, que se había retirado hacia San Nicolás de los Arroyos. Mitre decidió entonces consolidar su posición para marchar luego sobre Santa Fe. El 4 de octubre inició su avance sobre Rosario con 13 000 hombres y 42 piezas de artillería, ciudad que ocupó una semana después.

## Consecuencias

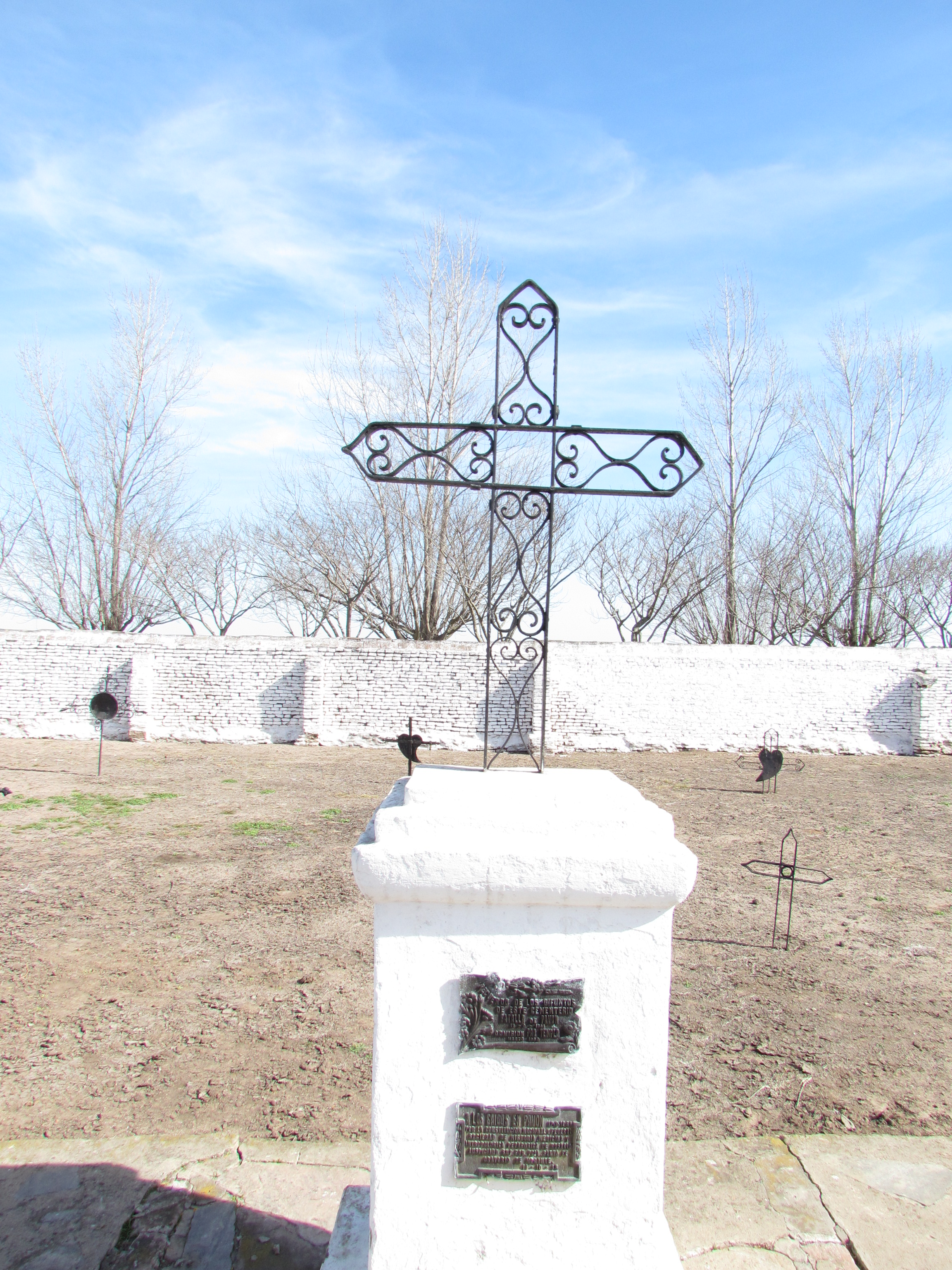
Cementerio de Morante (a 12 km del campo de batalla) donde están sepultados parte de las bajas encontradas después de la batalla

Las batallas de Cepeda (1820), de Caseros (1852) y la de Pavón fueron posiblemente los tres enfrentamientos armados intestinos más trascendentales de la historia argentina, tanto por las consecuencias institucionales que acarrearon, como por la realineación de casi todos los actores políticos después de cada una de ellas.
Al ver la inacción de Urquiza, Mitre reunió sus tropas. Mientras tanto, parte de la caballería federal avanzó hasta Pergamino, ocupando el pueblo. Sólo cuando una reacción de la caballería porteña obligó a los federales a regresar a Santa Fe, Mitre inició el avance hacia esa provincia. Habían pasado varias semanas desde la batalla.
En los meses siguientes, el avance de los porteños y sus aliados fue imparable; y el único ejército federal que podrían haberles opuesto resistencia, el de Urquiza, fue prácticamente desmantelado por orden de este.
Al ver que el país era invadido, Derqui renunció y se refugió en Montevideo; pocas semanas más tarde, el vicepresidente Pedernera declaraba caduco el gobierno nacional.
A partir de ese momento, Mitre proyectó su influencia sobre todo el país: todos los gobernadores federales ―con la notable excepción de Urquiza― fueron derrocados en las semanas finales del año y en las primeras de 1862. Algunos lo fueron por los unitarios locales, contando con la cercanía de las fuerzas porteñas, y otros lo fueron directamente por el ejército porteño que invadió esas provincias. Los que lograron evadir esa suerte se unieron a los otros en aceptar que el Gobierno Nacional había caducado y encargaron su reorganización al gobernador porteño, Mitre.
Meses después, Mitre fue elegido presidente de la Nación por medio de elecciones organizadas por los nuevos gobiernos; tanto en la elección de estos, como en la de aquel, los candidatos federales estaban proscritos. Junto a Mitre se hizo sentir el fuerte núcleo porteñista que constituía su base política, copando los ministerios y buena parte de las bancas del Congreso.
La capital del país, que había estado radicada en Paraná, fue trasladada a Buenos Aires. Pero el gobierno nacional debió aceptar quedar como huésped del gobierno porteño. Esta ubicación de la capital permitió a los porteños defender muy efectivamente sus intereses.
En los años siguientes, la Argentina mantuvo una organización nominalmente federal, pero la preponderancia real de Buenos Aires se mantuvo inquebrantable. Al menos, hasta que logró configurar al país a imagen y semejanza de sus propios intereses.  Llegaría a reorganizarse como un estado más o menos federal, de ideología liberal y economía librecambista.